# هجليج مصري

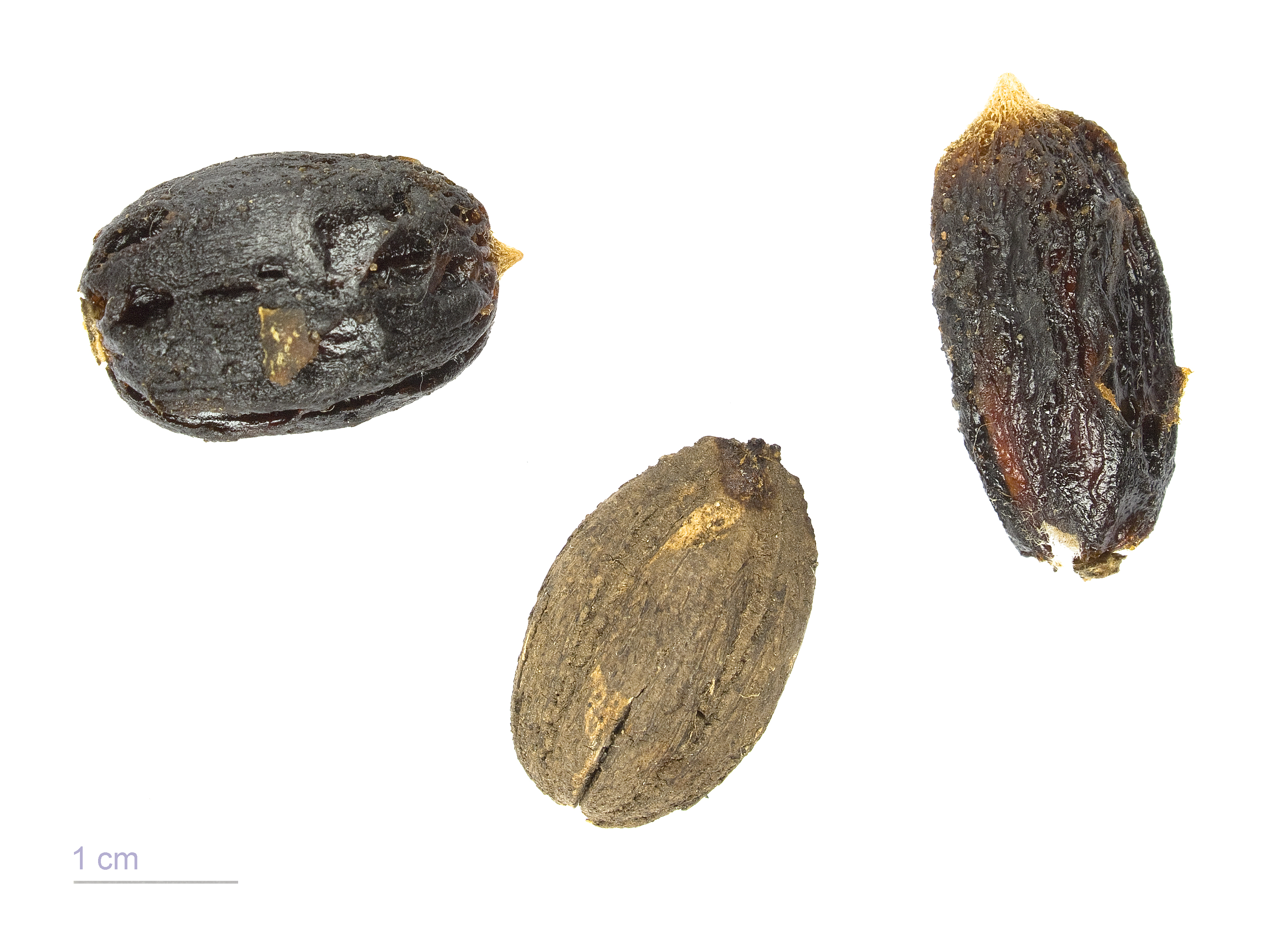
هجليج المصري

الهجليج المصري أو بلح الصحراء أو تمر العيد أو الهجليج (الاسم العلمي: Balanites aegyptiaca) هي نوع من الأشجار يتبع جنس الهجليج من الفصيلة الرطريطية.

## الوصف
يصل ارتفاع الشجرة إلى 10 أمتار (33 قدمًا) وتحتوي الفروع على أشواك خضراء طويلة ومستقيمة مرتبة في شكل حلزوني، تنمو الأوراق المركبة ذات اللون الأخضر الداكن من قاعدة الأشواك وتتكون من وريقتين متغيرتين في الحجم والشكل، يحتوي الجذع المخدد على لحاء بني رمادي متعرج مع بقع صفراء وخضراء حيث يتم تساقطه.

## مرادفات للاسم العلمي
- (باللاتينية: Aegilops geniculata subsp. biuncialis (Vis.) Asch. & Graebn.)

## الأسماء المحلية
- العربية: مسيم، لالوب ( السودان)، بلسم مصري، هجليج مصري، توقة (الجزائر) ، تيشط.
- أمازيغية (تارقية) : تبوراق

## الوصف النباتي
شجرة صحراوية شائكة دائمة الخضرة.

## الأصل والانتشار
تتواجد في شمال شرق أفريقيا (في دول الجزائر وأنغولا وبنين وبوتسوانا وبوركينا وبوروندي والكاميرون وقطاع كابريفي وجمهورية أفريقيا الوسطى وتشاد والكونغو وجيبوتي ومصر وإريتريا وإثيوبيا وغامبيا وغانا  وغينيا بيساو وساحل العاج وكينيا وملاوي ومالي وموريتانيا والمغرب وموزمبيق والنيجر ونيجيريا ورواندا والسنغال وسيناء والصومال والسودان وتنزانيا وتوغو وأوغندا وزامبيا وزائير وزيمبابوي) بما في ذلك منطقة الساحل - منطقة السافانا عبر أفريقيا وشبه الجزيرة العربية (ضمن دول لبنان وليبيا وسوريا وعمان وفلسطين والمملكة العربية السعودية واليمن).
موطنه بلاد الشام ،المغرب العربي ، السودان ومعظم أفريقيا .

## الاستعمال

### الغذاء
تمت زراعة الشجرة في مصر منذ أكثر من 4000 عام، وتم العثور على حجارة موضوعة في المقابر كعروض نذرية يعود تاريخها إلى الأسرة الثانية عشرة، تم وصف الشجرة في عام 1592 بواسطة بروسبيرو ألبيني تحت اسم "أجياليد".
الثمرة الصفراء ذات البذرة الواحدة صالحة للأكل ولكنها مرة، تُستخدم أجزاء كثيرة من النبات كأطعمة للمجاعة في أفريقيا، تؤكل الأوراق نيئة أو مطبوخة ويتم غلي البذور الزيتية لجعلها أقل مرارة وتؤكل ممزوجة بالذرة الرفيعة، ويمكن أن تؤكل الزهور، تعتبر الشجرة ذات قيمة في المناطق القاحلة لأنها تنتج الفاكهة حتى في أوقات الجفاف.
ويشيع استخدام كعكة البذور المتبقية بعد استخراج الزيت كعلف للحيوانات في أفريقيا.
ثمار اللالوب تستخدم في الكثير من الأغراض، ففضلاً عن خصائصها الطبية المتعددة، يستخرج منها سائل لزج ذو رغوة يستخدمه السكان كصابون محلي.